# Edoardo Pieragnolo
Edoardo Pieragnolo (Padova, 3 gennaio 2003) è un calciatore italiano, difensore del Sassuolo.

## Caratteristiche tecniche
È un terzino sinistro che può essere schierato anche come esterno di centrocampo, molto veloce e abile nei cross.

## Carriera

### Club
Sassuolo e prestito alla Reggiana
Ha iniziato a giocare a calcio nel Padova per poi entrare a far parte del settore giovanile del Sassuolo nel 2018. Il 20 dicembre 2022 ha firmato il suo primo contratto professionistico valido fino al 2027 e l'8 luglio 2023 è stato ceduto in prestito per una stagione alla Reggiana. Ha debuttato a livello professionistico il 6 agosto seguente nell'incontro di Coppa Italia vinto 6-2 contro il Pescara ed il 28 ottobre ha segnato il suo primo gol nella trasferta vinta 3-0 contro la Feralpisalò.
Rientrato al Sassuolo dopo un'ottima stagione dal punto di vista personale che lo ha visto segnare 4 reti in 36 incontri, il 16 ottobre 2024 ha prolungato il contratto fino al 2029. Esordisce con i neroverdi il 27 agosto 2024 nella partita pareggiata 1-1 contro il Bari.  Conclude la stagione con la vittoria del campionato e la conseguente promozione in Serie A. 

### Nazionale
Ha giocato nelle nazionali giovanili italiane Under-19, Under-20 ed Under-21.

## Statistiche

### Presenze e reti nei club
Statistiche aggiornate al 13 maggio 2025.
| Stagione        | Squadra         | Campionato      | Campionato | Campionato | Coppe nazionali | Coppe nazionali | Coppe nazionali | Coppe continentali | Coppe continentali | Coppe continentali | Altre coppe | Altre coppe | Altre coppe | Totale | Totale | Totale |
| Stagione        | Squadra         | Comp            | Pres       | Reti       | Comp            | Pres            | Reti            | Comp               | Pres               | Reti               | Comp        | Pres        | Reti        | Pres   | Reti   |        |
| --------------- | --------------- | --------------- | ---------- | ---------- | --------------- | --------------- | --------------- | ------------------ | ------------------ | ------------------ | ----------- | ----------- | ----------- | ------ | ------ | ------ |
| 2023-2024       | Reggiana        | B               | 33         | 4          | CI              | 3               | 0               | -                  | -                  | -                  | -           | -           | -           | 36     | 4      |        |
| 2024-2025       | Sassuolo        | B               | 20         | 0          | CI              | 2               | 0               | -                  | -                  | -                  | -           | -           | -           | 22     | 0      |        |
| Totale carriera | Totale carriera | Totale carriera | 53         | 4          |                 | 5               | 0               |                    | -                  | -                  |             | -           | -           | 58     | 4      |        |

## Palmarès
- Campionato italiano di Serie B: 1

Sassuolo: 2024-2025